# Kountze
Kountze – miasto w Stanach Zjednoczonych, w stanie Teksas, w hrabstwie Hardin. W 2000 roku liczyło 2 115 mieszkańców.